# Бембі 2
«Бембі 2» (англ. «Bambi II») — повнометражний анімаційний фільм виробництва студії DisneyToon — австралійського підрозділу компанії Уолта Діснея, кінотеатральна прем'єра якого відбулася 26 січня 2006 року в Аргентині. Продовження мультфільму «Бембі». Мультфільм демонструвався в кінотеатрах 25 країн світу, але в Росії, США, Великій Британії, Канаді, Китаї, Японії та багатьох інших країнах він був випущений як видання direct-to-video (досл. пер. з англ. — «Відразу на відео»), минувши великий екран. Незважаючи на назву, «Бембі 2» — не продовження, а так званий «мідквел» (англ. midquel, СР сиквел, приквел), дія якої розгортається на тимчасовому відрізку між початком і кінцем першого мультфільму «Бембі».